# Премія імені Андре Нортон
Премія імені Андре Нортон за наукову фантастику і фентезі для молоді (англ. Andre Norton Award for Young Adult Science Fiction and Fantasy) — це щорічна нагорода, яку вручає організація Science Fiction and Fantasy Writers of America (SFWA) автору кращої книги наукової фантастики або фентезі для молодих дорослих або учнів середнього шкільного віку, виданої в США у попередньому році. Премію названо на честь плідного автора наукової фантастики та фентезі Андре Нортон (1912—2005). Її заснували  президентка SFWA Кетрін Азаро та комітет SFWA з прози для молодих дорослих 20 лютого 2005. Будь-який опублікований роман для молоді або середнього шкільного віку у жанрі наукової фантастики чи фентезі має право на приз, зокрема і графічні романи. Немає обмеження на кількість слів. Премію вручають разом з премією «Неб'юла» й вона має ті ж правила для висування кандидатур і голосування; оскільки нагороди є окремими, ту саму роботу можна одночасно висувати і на премію Андре Нортон, і на премію Неб'юла.
Номінантів та переможців премії Андре Нортон обирають члени SFWA, хоча автори книг-номінантів не зобов'язані бути членами цієї спілки. Роботи номінуються щороку між 15 листопада і 15 лютого авторами, які є членами організації, і шість робіт, які набрали найбільшу кількість номінацій, формують остаточний список, з можливістю додаткових номінантів, якщо хтось у списку має однакову кількість голосів. Панель журі SFWA визначає, чи дійсно книги-номінанти написані для молодих людей, і вони можуть додати до трьох робіт для голосування. Члени організації можуть потім голосувати протягом березня, а остаточні результати оголошуються на врученні премії Неб'юла в травні. Автори не можуть номінувати свої роботи, а нічия у фінальному голосуванні знімається, якщо можливо, кількістю отриманих номінацій. Ці правила діють починаючи з 2009 року.
Протягом 11 років номінацій, були номіновані роботи 67 авторів, з яких 11 виграли. Холлі Блек і Скотт Вестерфельд мали найбільшу кількість номінацій (по 4) — Блек виграла один раз, а Вестерфельд ще не вигравав — далі йде Сара Бет Дурст з трьома, і Алая Доун Джонсон, Е. С. Кінг, Алатея Контіс, Ннеді Окорафор, Меган Вейлен Тернер, і Ізабоу Вілс — по 2 номінації. Блек, Джонсон, і Вілс — єдині автори декількох номінацій, які виграли по премії.

## Переможці та номінанти
В наступній таблиці роки відповідають даті церемонії, а не даті, коли роман був вперше опублікований. Кожен рік є посиланням на відповідний «рік у літератури». Записи з синім фоном поруч з ім'ям письменника вказують на переможця; а з білим фоном — на інших номінантів в шорт-листі.
  *   Переможці
| Рік  | Автор                    | Роман | Видавництво                            | Ref.   |
| ---- | ------------------------ | --- | -------------------------------------- | ------ |
| 2006 | Голлі Блек               | «Валіант: Сучасна історія фейрі» (англ. Valiant: A Modern Tale of Faerie)                                                                       | Simon & Schuster                       | [ 6 ]  |
| 2006 | Луїза Шпіглер            | «Аметистовий шлях» (англ. The Amethyst Road | Clarion Books                          | [ 6 ]  |
| 2006 | Енн Галам                | «Сибірія» (англ. Siberia) | Wendy Lamb Books                       | [ 6 ]  |
| 2006 | Сьюзен Воґт              | «Відьма бурі» (англ. Stormwitch) | Bloomsbury Publishing                  | [ 6 ]  |
| 2007 | Жюстін Ларбалестіейр     | «Чари чи безумство» (англ. Magic or Madness) | Razorbill                              | [ 7 ]  |
| 2007 | Морін Джонсон            | «Диявольський» (англ. Devilish) | Razorbill                              | [ 7 ]  |
| 2007 | Мегат Вейлен Тернер      | «Король Аттолії» (англ. The King of Attolia) | Greenwillow Books                      | [ 7 ]  |
| 2007 | Скотт Вестерфельд        | «Опівнічники 2: Дотик Темряви» | Eos                                    | [ 7 ]  |
| 2007 | Скотт Вестерфельд        | «Проблиски» | Razorbill                              | [ 7 ]  |
| 2007 | Сьюзен Бет Пфеффер       | «Життя, як ми його знали» (англ. Life as We Knew It)                                                                                            | Harcourt                               | [ 7 ]  |
| 2008 | Джоан Роулінг            | «Гаррі Поттер і смертельні реліквії» | Arthur A. Levine Books                 | [ 8 ]  |
| 2008 | Стів Берман              | «Вінтаж: історія з привидами» (англ. Vintage: A Ghost Story)                                                                                    | Haworth Press                          | [ 8 ]  |
| 2008 | Сара Бет Дьорст          | «До дикої природи» (англ. Into the Wild) | Razorbill                              | [ 8 ]  |
| 2008 | Ннеді Окорафор-Мбачу     | «Та, що говорить з тінями» (англ. The Shadow Speaker)                                                                                           | Jump at the Sun                        | [ 8 ]  |
| 2008 | Адам Рекс                | «Справжнє значення Смекдня» (англ. The True Meaning of Smekday)                                                                                 | Hyperion Books                         | [ 8 ]  |
| 2008 | Ізабоу Вілс              | «Флора Сеґунда» (англ. Flora Segunda) | Harcourt                               | [ 8 ]  |
| 2008 | Елізабет Він             | «Мисливець на левів» (англ. The Lion Hunter) | Viking Juvenile                        | [ 8 ]  |
| 2009 | Ізабоу Вілс              | «Виклик Флори» (англ. Flora's Dare) | Harcourt                               | [ 9 ]  |
| 2009 | Крістір Кашор            | (англ. Graceling) | Harcourt                               | [ 9 ]  |
| 2009 | Девід Корніш             | «Тату кров'ю монстрів: Запалювач ліхтарів» (англ. Monster Blood Tattoo: Lamplighter)                                                            | G. P. Putnam's Sons                    | [ 9 ]  |
| 2009 | Інгрід Ло                | «Кмітливість» (англ. Savvy) | Walden Media                           | [ 9 ]  |
| 2009 | Мері Пірсон              | «Поклоніння Дженні Фокс» (англ. The Adoration of Jenna Fox)                                                                                     | Henry Holt and Company                 | [ 9 ]  |
| 2010 | Кетрін Валенте           | «Дівчина, яка об'їздила Чарівну Країну у човні власного виробництва» (англ. The Girl Who Circumnavigated Fairyland in a Ship of Her Own Making) | catherynnemvalente.com                 | [ 10 ] |
| 2010 | Кейдж Бейкер             | «Готель під піском» (англ. Hotel Under the Sand)                                                                                                | Tachyon Publications                   | [ 10 ] |
| 2010 | Сара Бет Дурст           | «Крига» (англ. Ice) | Margaret K. McElderry                  | [ 10 ] |
| 2010 | Малінда Ло               | «Попіл» (англ. Ash) | Little, Brown and Company              | [ 10 ] |
| 2010 | Ліза Мантчев             | «Очі як зорі» (англ. Eyes Like Stars) | Feiwel & Friends                       | [ 10 ] |
| 2010 | Джон Скальці             | «Історія Зої» (англ. Zoe's Tale) | Tor Books                              | [ 10 ] |
| 2010 | Ребекка Стед             | «Коли ти мене досягнеш» (англ. When You Reach Me)                                                                                               | Wendy Lamb Books                       | [ 10 ] |
| 2010 | Скотт Вестерфельд        | «Левіафан» | Simon Pulse                            | [ 10 ] |
| 2011 | Террі Пратчетт           | «Я вдягну північ» (англ. I Shall Wear Midnight)                                                                                                 | Victor Gollancz Ltd                    | [ 11 ] |
| 2011 | Паоло Бачигалупі         | «Той, що ламає корабель» (англ. Ship Breaker)                                                                                                   | Little, Brown and Company              | [ 11 ] |
| 2011 | Голлі Блек               | «Білий кіт» (англ. White Cat) | Margaret K. McElderry                  | [ 11 ] |
| 2011 | Сюзанна Коллінз          | «Переспівниця» | Scholastic Press                       | [ 11 ] |
| 2011 | Баррі Дойч               | «Туточки: як Мірка отримала свій меч» (англ. Hereville: How Mirka Got Her Sword)                                                                | Amulet Books                           | [ 11 ] |
| 2011 | Перл Норт                | «Хлопчик з Ілізій» (англ. The Boy from Ilysies)                                                                                                 | Tor Teen                               | [ 11 ] |
| 2011 | Меган Вейлен Тернер      | «Змова королів» (англ. A Conspiracy of Kings)                                                                                                   | Greenwillow Books                      | [ 11 ] |
| 2011 | Скотт Вестерфельд        | «Бегемот» | Simon Pulse                            | [ 11 ] |
| 2012 | Делія Шерман             | «Лабіринт свободи» (англ. The Freedom Maze) | Big Mouth House                        | [ 12 ] |
| 2012 | Ннеді Окорафор           | «Відьма Аката» (англ. Akata Witch) | Viking Juvenile                        | [ 12 ] |
| 2012 | Френні Біллінгслі        | «Дзвіночок» (англ. Chime) | Dial Press                             | [ 12 ] |
| 2012 | Лейні Тейлор             | «Дочка диму та кістки» (англ. Daughter of Smoke and Bone)'                                                                                      | Little, Brown Books for Young Readers  | [ 12 ] |
| 2012 | Е.С. Кінг                | «Всі бачать мурах» (англ. Everybody Sees the Ants)                                                                                              | Little, Brown Books for Young Readers  | [ 12 ] |
| 2012 | Грег ван Еекгут          | «Хлопчик на кінці світу» (англ. The Boy at the End of the World)                                                                                | Bloomsbury Children's Books            | [ 12 ] |
| 2012 | Ра Карсон                | «Дівчина вогню та шипів» (англ. The Girl of Fire and Thorns)                                                                                    | Greenwillow Books                      | [ 12 ] |
| 2012 | Р. Дж. Андерсон          | «Ультрафіолет» (англ. Ultraviolet) | Orchard Books                          | [ 12 ] |
| 2013 | Юджин Маєрс              | (англ. Fair Coin) | Pyr                                    | [ 13 ] |
| 2013 | Келлі Барнгілл           | «Фіалка з залізним серцем» (англ. Iron Hearted Violet)                                                                                          | Little, Brown and Company              | [ 13 ] |
| 2013 | Голлі Блек               | «Чорне серце» (англ. Black Heart) | Victor Gollancz Ltd                    | [ 13 ] |
| 2013 | Лея Бобет                | «Над» (англ. Above) | Arthur A. Levine Books                 | [ 13 ] |
| 2013 | Лібба Брей               | «Віщуни» (англ. The Diviners) | Little, Brown and Company              | [ 13 ] |
| 2013 | Сара Бет Дурст           | «Сосуд» (англ. Vessel) | Margaret K. McElderry                  | [ 13 ] |
| 2013 | Рейчел Гартман           | «Серафіна» (англ. Seraphina) | Random House                           | [ 13 ] |
| 2013 | Алетея Контіс            | «Зачаровані» (англ. Enchanted) | Harcourt                               | [ 13 ] |
| 2013 | Девід Левітан            | «Щодня» (англ. Every Day) | Alice A. Knopf Books for Young Readers | [ 13 ] |
| 2013 | Гвадалупе Гарсіа МакКолл | «Літо Маріпозів» (англ. Summer of the Mariposas)                                                                                                | Tu Books                               | [ 13 ] |
| 2013 | Чайна М'євіль            | (англ. Railsea) | Del Rey Books                          | [ 13 ] |
| 2013 | Дженн Різ                | «Світ згори» (англ. Above World) | Candlewick Press                       | [ 13 ] |
| 2014 | Нало Гопкінсон           | «Сестра моя» (англ. Sister Mine) | Grand Central Publishing               | [ 14 ] |
| 2014 | Голлі Блек               | «Найхолодніша дівчина у Холодному місті» (англ. The Coldest Girl in Coldtown)                                                                   | Little, Brown and Company              | [ 14 ] |
| 2014 | Карен Гілі               | «Коли ми прокидаємося» (англ. When We Wake) | Little, Brown and Company              | [ 14 ] |
| 2014 | Алая Доун Джонсон        | «Літній принц» (англ. The Summer Prince) | Arthur A. Levine Books                 | [ 14 ] |
| 2014 | Алетея Контіс            | «Герой» (англ. Hero) | Harcourt                               | [ 14 ] |
| 2014 | Беннет Медісон           | «Вересневі дівчата» (англ. September Girls) | Harper Teen                            | [ 14 ] |
| 2014 | Жаклін Моріарті          | «Куточок білого» (англ. A Corner of White) | Arthur A. Levine Books                 | [ 14 ] |
| 2015 | Алая Доун Джонсон        | «Кохання — це найсильніші ліки» (англ. Love Is the Drug)                                                                                        | Arthur A. Levine Books                 | [ 15 ] |
| 2015 | Сара Ріс Бреннан         | «Розібраний» (англ. Unmade) | Random House                           | [ 15 ] |
| 2015 | Александра Дункан        | «Порятуток» (англ. Salvage) | Greenwillow Books                      | [ 15 ] |
| 2015 | Е.С. Кінг                | «Історія майбутнього Глорі О'Браєн» (англ. Glory O'Brien's History of the Future)                                                               | Little, Brown and Company              | [ 15 ] |
| 2015 | Сара МакКеррі            | «Забруднені крила» (англ. Dirty Wings) | St. Martin's Griffin                   | [ 15 ] |
| 2015 | Кейт Мілфорд             | «Будинок зеленого скла» (англ. Greenglass House)                                                                                                | Clarion Books                          | [ 15 ] |
| 2015 | Леслі Волтон             | «Дивні та прекрасні печалі Ави Лавендер» (англ. The Strange and Beautiful Sorrows of Ava Lavender)                                              | Candlewick Press                       | [ 15 ] |
| 2016 | Фран Вільде              | «Тяга вгору» (англ. Updraft) | Tor Books                              | [ 16 ] |
| 2016 | Ніколь Корнгер-Стейс     | «Оса-архівіст» (англ. Archivist Wasp) | Big Mouth House                        | [ 16 ] |
| 2016 | Лора Рубі                | «Кістяний простір» (англ. Bone Gap) | Balzer + Bray                          | [ 16 ] |
| 2016 | Кейт Елліотт             | «Суд п'ятьох» (англ. Court of Fives) | Little, Brown and Company              | [ 16 ] |
| 2016 | Франсес Гардінж          | «Пісня зозулі» (англ. Cuckoo Song) | Macmillan, Amulet                      | [ 16 ] |
| 2016 | Ноель Стівенсон          | «Наймона» (англ. Nimona) | Harper Teen                            | [ 16 ] |
| 2016 | Тіна Конноллі            | «Дійно химерний» (англ. Seriously Wicked) | Tor Teen                               | [ 16 ] |
| 2016 | Деніел Хосе Олдер        | «Формувальник тіней» (англ. Shadowshaper) | Arthur A. Levine Books                 | [ 16 ] |
| 2016 | Фонда Лі                 | (англ. Zeroboxer) | Flux                                   | [ 16 ] |